# Zakliczyn
Pour l’article homonyme, voir Zakliczyn (Myślenice).
Zakliczyn (prononcé en polonais : /zaˈklʲit͡ʂɨn/) est une ville de Pologne, située dans le sud du pays, dans la voïvodie de Petite-Pologne. Elle est le chef-lieu de la gmina de Zakliczyn, dans le powiat de Tarnów.